# Bike (пісня)
Bike (укр. Велосипед) — композиція англійської рок-групи Pink Floyd, що увійшла до дебютного альбому The Piper at the Gates of Dawn (1967), написана Сідом Барреттом. У британському виданні представлена останнім за рахунком треком на другій стороні LP, в американському виданні відсутня. Ця композиція включена також в альбоми-каталоги Pink Floyd Relics (1971) і Echoes: The Best of Pink Floyd (2001) і Сіда Баррета An Introduction to Syd Barrett (2010).

## Композиція
У першій частині пісні (до 1:50) гітара грає три акорди (G, C7 і D) в куплетах і один (D) — в приспівах. Всього йде чотири куплети, після кожного — приспів, і один п'ятий куплет, який звучить повільніше ніж інші, і без приспіву після нього. Вокал і в приспівах і в куплетах злегка запізнюється в правому динаміку. Друга частина являє собою какофонію з гітарним соло на задньому плані і декількома високими нотами на басу Роджера Вотерса.

## Учасники запису
- Сід Барретт — гітара, вокал, звукові ефекти

- Річард Райт — орган, фортепіано, бек-вокал, звукові ефекти

- Роджер Уотерс — бас-гітара, звукові ефекти

- Нік Мейсон — ударні, звукові ефекти